# Nötsch im Gailtal
Nötsch im Gailtal (in sloveno Čajna) è un comune austriaco di 2 224 abitanti nel distretto di Villach-Land, in Carinzia; ha lo status di comune mercato (Marktgemeinde). Fino al 1960, il comune era denominato Emmerdorf, da una delle località del comune.

## Monumenti e luoghi d'interesse
- Castel Wasserleonburg

## Geografia antropica

### Suddivisioni amministrative
Il territorio comprende 17 località (tra parentisi il numero di abitanti al 1º gennaio 2015), di cui tre comuni catastali (quelli segnati con l'asterisco):
- Bach/Potok (43)
- Dellach/Dole (11)
- Emmersdorf/Šmerče (51)
- Förk/Borče (114)
- Glabatschach/Globače (8)
- Hermsberg/Rute (22)
- Kerschdorf/Črešnje (135) *
- Kreublach/Hriblje (31)
- Kühweg/Skovče (65)
- Labientschach/Labenče (210)
- Michelhofen/Mišelče (37)
- Nötsch/Čajna (898)
- Poglantschach/Poklanče (34)
- Saak/Čače (321) *
- St. Georgen im Gailtal/Šentjurij v Ziljski dolini (108) *
- Semering/Semreče (92)
- Wertschach/Dvorče (91)